# Lilla Kalvholmen, Esbo
Lilla Kalvholmen, finska: Pieni Vasikkasaari, är en ö i Finland. Den ligger i Finska viken och i kommunen Esbo i den ekonomiska regionen  Helsingfors i landskapet Nyland, i den södra delen av landet. Ön ligger omkring 12 kilometer väster om Helsingfors.
Öns area är 5,6 hektar och dess största längd är 370 meter i sydväst-nordöstlig riktning.